# Caridina zhongshanica
Caridina zhongshanica is een garnalensoort uit de familie van de Atyidae. De wetenschappelijke naam van de soort is voor het eerst geldig gepubliceerd in 2004 door Liang.